# Stazione di Terracina (Napoli)
La stazione di Terracina è una fermata in costruzione della linea 7 di Napoli, ubicata in via Terracina, nei pressi dell'ospedale San Paolo.
Il progetto, che prevede la riqualificazione delle aree circostanti e la creazione di un piazzale pedonale esterno alla stazione, è stato approvato il 12 maggio 2023. I lavori sono in attesa della ratifica finale dell'amministrazione comunale per procedere alla cantierizzazione.